# Alchemilla jumrukczalica
Alchemilla jumrukczalica é uma espécie de rosácea do gênero Alchemilla, pertencente à família Rosaceae.